# Discodon carinatus
Discodon carinatus là một loài bọ cánh cứng trong họ Cantharidae. Loài này được Kirsch miêu tả khoa học năm 1873.